# فرودگاه پوانت ول
 فرودگاه پوانت ول (به انگلیسی: Pointe Vele Airport) یک فرودگاه همگانی با کد یاتا FUT است که یک باند فرود آسفالت دارد و طول باند آن ۱۰۰۰ متر است. این فرودگاه در کشور والیس و فوتونا قرار دارد و در ارتفاع ۶ متری از سطح دریا واقع شده است.